# UEFA Nations League 2020/21/Liga D
Die Liga D der UEFA Nations League 2020/21 war die zweite Austragung der vierthöchsten Division innerhalb dieses Wettbewerbs. Sie begann am 3. September 2020 mit den Spielen der Gruppe 1 und endete am 17. November 2020.
In der Liga D traten sieben Mannschaften in einer Vierergruppe und einer Dreiergruppe an. Die Gruppensieger (Färöer und Gibraltar) stiegen in die Liga C auf.

## Gruppe 1
| Pl. | Land     | Sp. | S | U | N | Tore    | Diff. | Punkte |
| --- | -------- | --- | - | - | - | ------- | ----- | ------ |
| 1.  | Färöer   | 6   | 3 | 3 | 0 | 009:500 | +4    | 12     |
| 2.  | Malta    | 6   | 2 | 3 | 1 | 008:600 | +2    | 09     |
| 3.  | Lettland | 6   | 1 | 4 | 1 | 008:400 | +4    | 07     |
| 4.  | Andorra  | 6   | 0 | 2 | 4 | 001:110 | −10   | 02     |

### Lettland – Andorra 0:0
| Lettland                                                                  | Lettland | Andorra | Andorra |
| ------------------------------------------------------------------------- | --- | --- | ------- |
| Lettland                                                                  | \| 1. Spieltag \| \| 3. September 2020 um 19:00 Uhr (18:00 Uhr MESZ) in Riga (Daugava-Stadion) \| \| Schiedsrichter: Timotheos Christofi ( Zypern) \| | \| 1. Spieltag \| \| 3. September 2020 um 19:00 Uhr (18:00 Uhr MESZ) in Riga (Daugava-Stadion) \| \| Schiedsrichter: Timotheos Christofi ( Zypern) \| | Andorra |
| Lettland                                                                  | Pāvels Šteinbors – Roberts Savaļnieks, Antonijs Černomordijs, Kaspars Dubra, Raivis Jurkovskis – Artūrs Zjuzins (81. Alvis Jaunzems), Eduards Emsis – Vladislavs Fjodorovs (46. Roberts Uldriķis), Jānis Ikaunieks, Andrejs Cigaņiks (81. Mārtiņš Ķigurs) – Vladislavs Gutkovskis Cheftrainer: Dainis Kazakevičs | Josep Gómes – Chus Rubio, Emili García, Max Llovera, Moisés San Nicolás – Marc Rebés, Marc Vales – Marc Pujol , Márcio Vieira (75. Aaron Sánchez), Alex Martínez (90.+2' Jordi Aláez) – Cristian Martínez (84. Ludovic Clemente) Cheftrainer: Koldo Álvarez | Andorra |
| Lettland                                                                  | Černomordijs (75.) | Rebés (11.), Rubio (35.), Vales (52.) | Andorra |
| Lettland                                                                  | Gutkovskis (71.) | | Andorra |
| Lettland                                                                  | Gómes hält einen Foulelfmeter von Ikaunieks (56.) | | Andorra |
| 1. Spieltag                                                               | | |         |
| 3. September 2020 um 19:00 Uhr (18:00 Uhr MESZ) in Riga (Daugava-Stadion) | | |         |
| Schiedsrichter: Timotheos Christofi ( Zypern)                             | | |         |

### Färöer – Malta 3:2 (1:1)
| Färöer                                                                   | Färöer | Malta | Malta |
| ------------------------------------------------------------------------ | --- | --- | ----- |
| Färöer                                                                   | \| 1. Spieltag \| \| 3. September 2020 um 19:45 Uhr (20:45 Uhr MESZ) in Tórshavn (Tórsvøllur) \| \| Schiedsrichter: Ádám Farkas ( Ungarn) \| | \| 1. Spieltag \| \| 3. September 2020 um 19:45 Uhr (20:45 Uhr MESZ) in Tórshavn (Tórsvøllur) \| \| Schiedsrichter: Ádám Farkas ( Ungarn) \| | Malta |
| Färöer                                                                   | Gunnar Nielsen – Jóannes Danielsen, Heini Vatsndal, Ragnar Nattestad, Viljormur Davidsen – Hallur Hansson , Sølvi Vatnhamar, Brandur Hendriksson – Jóannes Bjartalíð (79. Patrik Johannesen), Klæmint Olsen (71. Andreas Lava Olsen), Meinhard Olsen (65. Dan í Soylu) Cheftrainer: Håkan Ericson ( Schweden) | Henry Bonello – Zach Muscat, Steve Borg, Andrei Agius , Ryan Camenzuli – Joseph Mbong, Stephen Pisani (85. Rowen Muscat), Matthew Guillaumier (79. Teddy Teuma), Jurgen Degabriele (71. Paul Mbong) – Kyrian Nwoko, Luke Gambin Cheftrainer: Devis Mangia ( Italien) | Malta |
| Färöer                                                                   | 1:0 K. Olsen (25.) 2:2 A. Olsen (87.) 3:2 Hendriksson (90.) | 1:1 Degabriele (37.) 1:2 Agius (73.) | Malta |
| Färöer                                                                   | Vatnhamar (51.), Hendriksson (90.), Danielsen (90.+2') | Guillaumier (68.), Nwoko (86.) | Malta |
| 1. Spieltag                                                              | | |       |
| 3. September 2020 um 19:45 Uhr (20:45 Uhr MESZ) in Tórshavn (Tórsvøllur) | | |       |
| Schiedsrichter: Ádám Farkas ( Ungarn)                                    | | |       |

### Andorra – Färöer 0:1 (0:1)
| Andorra                                                              | Andorra | Färöer | Färöer |
| -------------------------------------------------------------------- | --- | --- | ------ |
| Andorra                                                              | \| 2. Spieltag \| \| 6. September 2020 um 15:00 Uhr in Andorra la Vella (Estadi Nacional) \| \| Schiedsrichter: Harald Lechner ( Österreich) \| | \| 2. Spieltag \| \| 6. September 2020 um 15:00 Uhr in Andorra la Vella (Estadi Nacional) \| \| Schiedsrichter: Harald Lechner ( Österreich) \| | Färöer |
| Andorra                                                              | Josep Gómes – Chus Rubio (88. Luis Blanco), Emili García, Max Llovera, Moisés San Nicolás – Marc Rebés (69. Victor Bernat), Márcio Vieira – Marc Pujol , Cristian Martínez, Ludovic Clemente (24. Alex Martínez) – Jordi Aláez Cheftrainer: Koldo Álvarez | Teitur Gestsson – Jóannes Danielsen, Heini Vatnsdal, Ragnar Nattestad, Viljormur Davidsen – Hallur Hansson , Sølvi Vatnhamar, Brandur Hendriksson – Jóannes Bjartalið (72. Meinhard Olsen), Klæmint Olsen (87. Jákup Andreasen), Patrik Johannesen (58. Andreas Lava Olsen) Cheftrainer: Håkan Ericson ( Schweden) | Färöer |
| Andorra                                                              | 0:1 K. Olsen (32.) | | Färöer |
| Andorra                                                              | García (43.), San Nicolás (45.+2'), Rebés (64.) | Vatnsdal (38.), Hansson (61.) | Färöer |
| 2. Spieltag                                                          | | |        |
| 6. September 2020 um 15:00 Uhr in Andorra la Vella (Estadi Nacional) | | |        |
| Schiedsrichter: Harald Lechner ( Österreich)                         | | |        |

### Malta – Lettland 1:1 (1:1)
| Malta                                                       | Malta | Lettland | Lettland |
| ----------------------------------------------------------- | --- | --- | -------- |
| Malta                                                       | \| 2. Spieltag \| \| 6. September 2020 um 20:45 Uhr in Attard (Ta’ Qali-Stadion) \| \| Schiedsrichterin: Stéphanie Frappart ( Frankreich) \| | \| 2. Spieltag \| \| 6. September 2020 um 20:45 Uhr in Attard (Ta’ Qali-Stadion) \| \| Schiedsrichterin: Stéphanie Frappart ( Frankreich) \| | Lettland |
| Malta                                                       | Henry Bonello – Zach Muscat, Steve Borg (84. Andrei Agius), Enrico Pepe, Ryan Camenzuli – Joseph Mbong, Matthew Guillaumier (89. Stephen Pisani), Teddy Teuma, Luke Gambin – Kyrian Nwoko, Jurgen Degabriele (60. Jake Grech) Cheftrainer: Devis Mangia ( Italien) | Pāvels Šteinbors – Roberts Savaļnieks (67. Ritvars Rugins), Antonijs Černomordijs, Kaspars Dubra, Raivis Jurkovskis – Alvis Jaunzems, Artūrs Zjuzins (86. Krišs Kārkliņš), Eduards Emsis, Andrejs Cigaņiks – Raimonds Krollis (62. Dāvis Ikaunieks), Jānis Ikaunieks Cheftrainer: Dainis Kazakevičs | Lettland |
| Malta                                                       | 1:0 Nwoko (15.) | 1:1 Guillaumier (25., Eigentor) | Lettland |
| Malta                                                       | Mbong (48.), Guillaumier (55.) | Zjuzins (45.+1'), Krollis (54.), Černomordijs (78.) | Lettland |
| 2. Spieltag                                                 | | |          |
| 6. September 2020 um 20:45 Uhr in Attard (Ta’ Qali-Stadion) | | |          |
| Schiedsrichterin: Stéphanie Frappart ( Frankreich)          | | |          |

### Färöer – Lettland 1:1 (1:1)
| Färöer                                                                  | Färöer | Lettland | Lettland |
| ----------------------------------------------------------------------- | --- | --- | -------- |
| Färöer                                                                  | \| 3. Spieltag \| \| 10. Oktober 2020 um 17:00 Uhr (18:00 Uhr MESZ) in Tórshavn (Tórsvøllur) \| \| Schiedsrichter: Iwajlo Stojanow ( Bulgarien) \| | \| 3. Spieltag \| \| 10. Oktober 2020 um 17:00 Uhr (18:00 Uhr MESZ) in Tórshavn (Tórsvøllur) \| \| Schiedsrichter: Iwajlo Stojanow ( Bulgarien) \| | Lettland |
| Färöer                                                                  | Teitur Gestsson – Gilli Rólantsson (82. Jóannes Danielsen), Sonni Ragnar Nattestad, Odmar Færø, Viljormur Davidsen – Jóannes Bjartalíð (82. Patrik Johannesen), Hallur Hansson , Sølvi Vatnhamar (65. Rógvi Baldvinsson), Brandur Hendriksson (11. Gunnar Vatnhamar) – Andreas Lava Olsen (65. Jóan Edmundsson), Klæmint Olsen Cheftrainer: Håkan Ericson ( Schweden) | Pāvels Šteinbors – Roberts Savaļnieks, Mārcis Ošs, Elvis Stuglis, Ritvars Rugins – Artūrs Zjuzins (82. Eduards Emsis), Kristers Tobers (68. Krišs Kārkliņš) – Alvis Jaunzems (67. Mārtiņš Ķigurs), Jānis Ikaunieks, Andrejs Cigaņiks – Roberts Uldriķis (82. Raimonds Krollis) Cheftrainer: Dainis Kazakevičs | Lettland |
| Färöer                                                                  | 1:1 Færø (28.) | 0:1 Ikaunieks (25.) | Lettland |
| Färöer                                                                  | Nattestad (58.) | Rugins (19.), Uldriķis (31.), Ošs (88.) | Lettland |
| 3. Spieltag                                                             | | |          |
| 10. Oktober 2020 um 17:00 Uhr (18:00 Uhr MESZ) in Tórshavn (Tórsvøllur) | | |          |
| Schiedsrichter: Iwajlo Stojanow ( Bulgarien)                            | | |          |

### Andorra – Malta 0:0
| Andorra                                                             | Andorra | Malta | Malta |
| ------------------------------------------------------------------- | --- | --- | ----- |
| Andorra                                                             | \| 3. Spieltag \| \| 10. Oktober 2020 um 20:45 Uhr in Andorra la Vella (Estadi Nacional) \| \| Schiedsrichter: Alain Durieux ( Luxemburg) \| | \| 3. Spieltag \| \| 10. Oktober 2020 um 20:45 Uhr in Andorra la Vella (Estadi Nacional) \| \| Schiedsrichter: Alain Durieux ( Luxemburg) \| | Malta |
| Andorra                                                             | Josep Gómes – Jordi Rubio, Emili Garcia, Marc Vales, Joan Cervós – Cristian Martínez (85. Marc García), Marc Pujol , Marcio Vieira, Alex Martínez (90.+4' Victor Bernat) – Ricard Fernández (70. Jordi Aláez), Aaron Sánchez (85. Luigi San Nicolás) Cheftrainer: Koldo Álvarez | Henry Bonello – Steve Borg, Andrei Agius , Zach Muscat – Joseph Mbong (79. Jake Grech), Teddy Teuma, Stephen Pisani (79. Bjorn Kristensen), Ryan Camenzuli – Luke Gambin, Jurgen Degabriele (61. Luke Montebello), Paul Mbong Cheftrainer: Devis Mangia ( Italien) | Malta |
| Andorra                                                             | C. Martínez (19.), Vales (68.), Cervós (84.) | Borg (55.) | Malta |
| 3. Spieltag                                                         | | |       |
| 10. Oktober 2020 um 20:45 Uhr in Andorra la Vella (Estadi Nacional) | | |       |
| Schiedsrichter: Alain Durieux ( Luxemburg)                          | | |       |

### Lettland – Malta 0:1 (0:0)
| Lettland                                                                 | Lettland | Malta | Malta |
| ------------------------------------------------------------------------ | --- | --- | ----- |
| Lettland                                                                 | \| 4. Spieltag \| \| 13. Oktober 2020 um 19:00 Uhr (18:00 Uhr MESZ) in Riga (Daugava-Stadion) \| \| Schiedsrichter: Iwan Arwel Griffith ( Wales) \| | \| 4. Spieltag \| \| 13. Oktober 2020 um 19:00 Uhr (18:00 Uhr MESZ) in Riga (Daugava-Stadion) \| \| Schiedsrichter: Iwan Arwel Griffith ( Wales) \| | Malta |
| Lettland                                                                 | Pāvels Šteinbors – Roberts Savaļnieks, Mārcis Ošs, Igors Tarasovs, Raivis Jurkovskis – Artūrs Zjuzins (54. Krišs Kārkliņš), Kristers Tobers (63. Eduards Emsis) – Dāvis Ikaunieks (64. Mārtiņš Ķigurs), Jānis Ikaunieks, Andrejs Cigaņiks (84. Alvis Jaunzems) – Vladislavs Gutkovskis (64. Roberts Uldriķis) Cheftrainer: Dainis Kazakevičs | Henry Bonello – Steve Borg, Andrei Agius , Kurt Shaw – Ryan Camenzuli, Teddy Teuma (75. Stephen Pisani), Matthew Guillaumier, Joseph Mbong – Paul Mbong (69. Jurgen Degabriele), Luke Montebello, Luke Gambin (89. Jake Grech) Cheftrainer: Devis Mangia ( Italien) | Malta |
| Lettland                                                                 | 0:1 Borg (90.+7') | | Malta |
| Lettland                                                                 | Zjuzins (27.), Tobers (49.), Kārkliņš (56.); Cigaņiks (74.) | Borg (54.), Agius (65.) | Malta |
| 4. Spieltag                                                              | | |       |
| 13. Oktober 2020 um 19:00 Uhr (18:00 Uhr MESZ) in Riga (Daugava-Stadion) | | |       |
| Schiedsrichter: Iwan Arwel Griffith ( Wales)                             | | |       |

### Färöer – Andorra 2:0 (2:0)
| Färöer                                                                  | Färöer | Andorra | Andorra |
| ----------------------------------------------------------------------- | --- | --- | ------- |
| Färöer                                                                  | \| 4. Spieltag \| \| 13. Oktober 2020 um 19:45 Uhr (20:45 Uhr MESZ) in Tórshavn (Tórsvøllur) \| \| Schiedsrichter: Antti Munukka ( Finnland) \| | \| 4. Spieltag \| \| 13. Oktober 2020 um 19:45 Uhr (20:45 Uhr MESZ) in Tórshavn (Tórsvøllur) \| \| Schiedsrichter: Antti Munukka ( Finnland) \| | Andorra |
| Färöer                                                                  | Teitur Gestsson – Jóannes Danielsen (72. Gilli Rólantsson), Odmar Færø, Sonni Ragnar Nattestad (90.+2' Hedin Hansen), Viljormur Davidsen – Sølvi Vatnhamar (72. Andreas Lava Olsen), Hallur Hansson , Brandur Hendriksson, Jóannes Bjartalíð – Meinhard Olsen (55. Jóan Edmundsson) – Klæmint Olsen Cheftrainer: Håkan Ericson ( Schweden) | Josep Gómes – Moisés San Nicolás, Albert Alavedra, Emili Garcia, Joan Cervós – Jordi Aláez (88. Victor Bernat), Marc Pujol , Marc Rebés (88. Sergi Moreno), Alex Martínez (71. Jordi Rubio) – Ricard Fernández (71. Aaron Sánchez), Marcio Vieira (62. Cristian Martínez) Cheftrainer: Koldo Álvarez | Andorra |
| Färöer                                                                  | 1:0 K. Olsen (19.) 2:0 K. Olsen (33.) | | Andorra |
| Färöer                                                                  | Hendriksson (8.), Hansson (10.), M. Olsen (45.+3'), A. Olsen (79.) | San Nicolás (37.), Rubio (42.), Fernandez (59.), Pujol (90.+2') | Andorra |
| Färöer                                                                  | Gomes hält einen Foulelfmeter von Hansson (36.) | | Andorra |
| 4. Spieltag                                                             | | |         |
| 13. Oktober 2020 um 19:45 Uhr (20:45 Uhr MESZ) in Tórshavn (Tórsvøllur) | | |         |
| Schiedsrichter: Antti Munukka ( Finnland)                               | | |         |

### Malta – Andorra 3:1 (0:1)
| Malta                                                       | Malta | Andorra | Andorra |
| ----------------------------------------------------------- | --- | --- | ------- |
| Malta                                                       | \| 5. Spieltag \| \| 14. November 2020 um 15:00 Uhr in Attard (Ta’ Qali-Stadion) \| \| Schiedsrichter: Peter Kralović ( Slowakei) \| | \| 5. Spieltag \| \| 14. November 2020 um 15:00 Uhr in Attard (Ta’ Qali-Stadion) \| \| Schiedsrichter: Peter Kralović ( Slowakei) \| | Andorra |
| Malta                                                       | Henry Bonello – Karl Micallef, Andrei Agius , Kurt Shaw – Joseph Mbong, Matthew Guillaumier (84. Stephen Pisani), Teddy Teuma, Ryan Camenzuli – Luke Gambin (89. Shaun Dimech), Jurgen Degabriele (89. Jake Grech) – Luke Montebello (75. Alexander Satariano) Cheftrainer: Davide Mazzotta ( Italien) | Josep Gómes – Moisés San Nicolás, Emili Garcia, Albert Alavedra, Joan Cervós – Cristian Martínez (77. Victor Bernat), Marcio Vieira , Marc Rebés (77. Luis Blanco), Alex Martínez (69. Luigi San Nicolás) – Ricard Fernández (69. Aaron Sánchez), Jordi Aláez Cheftrainer: Koldo Álvarez | Andorra |
| Malta                                                       | 1:1 Garcia (56., Eigentor) 2:1 Degabriele (59.) 3:1 Dimech (90.+3') | 0:1 Rebés (3.) | Andorra |
| Malta                                                       | Montebello (52.) | Vieira (17.), Alavedra (50.) | Andorra |
| 5. Spieltag                                                 | | |         |
| 14. November 2020 um 15:00 Uhr in Attard (Ta’ Qali-Stadion) | | |         |
| Schiedsrichter: Peter Kralović ( Slowakei)                  | | |         |

### Lettland – Färöer 1:1 (0:0)
| Lettland                                                                 | Lettland | Färöer | Färöer |
| ------------------------------------------------------------------------ | --- | --- | ------ |
| Lettland                                                                 | \| 5. Spieltag \| \| 14. November 2020 um 19:00 Uhr (18:00 Uhr MEZ) in Riga (Daugava-Stadion) \| \| Schiedsrichter: Nikola Dabanović ( Montenegro) \| | \| 5. Spieltag \| \| 14. November 2020 um 19:00 Uhr (18:00 Uhr MEZ) in Riga (Daugava-Stadion) \| \| Schiedsrichter: Nikola Dabanović ( Montenegro) \| | Färöer |
| Lettland                                                                 | Roberts Ozols – Roberts Savaļnieks, Antonijs Černomordijs , Kaspars Dubra, Raivis Jurkovskis – Krišs Kārkliņš, Ritvars Rugins (61. Aleksejs Saveļjevs) – Vladimirs Kamešs (61. Daniels Ontužāns), Jānis Ikaunieks (90.+1' Alvis Jaunzems), Andrejs Cigaņiks (71. Mārtiņš Ķigurs) – Vladislavs Gutkovskis Cheftrainer: Dainis Kazakevičs | Teitur Gestsson – Gilli Rólantsson, Sonni Nattestad, Odmar Færø, Viljormur Davidsen – Jóannes Bjartalíð, Sølvi Vatnhamar, Rógvi Baldvinsson (68. Ári Mohr Jónsson), Gunnar Vatnhamar – Klæmint Olsen, Meinhard Olsen (83. Hilmar Leon Jakobsen) Cheftrainer: Håkan Ericson ( Schweden) | Färöer |
| Lettland                                                                 | 1:0 Kamešs (59.) | 1:1 G. Vatnhamar (60.) | Färöer |
| Lettland                                                                 | Ķigurs (77.), Ontužāns (88.) | Davidsen (58.) | Färöer |
| 5. Spieltag                                                              | | |        |
| 14. November 2020 um 19:00 Uhr (18:00 Uhr MEZ) in Riga (Daugava-Stadion) | | |        |
| Schiedsrichter: Nikola Dabanović ( Montenegro)                           | | |        |

### Andorra – Lettland 0:5 (0:1)
| Andorra                                                              | Andorra | Lettland | Lettland |
| -------------------------------------------------------------------- | --- | --- | -------- |
| Andorra                                                              | \| 6. Spieltag \| \| 17. November 2020 um 20:45 Uhr in Andorra la Vella (Estadi Nacional) \| \| Schiedsrichter: Dimitar Mečkarovski ( Nordmazedonien) \| | \| 6. Spieltag \| \| 17. November 2020 um 20:45 Uhr in Andorra la Vella (Estadi Nacional) \| \| Schiedsrichter: Dimitar Mečkarovski ( Nordmazedonien) \| | Lettland |
| Andorra                                                              | Josep Gómes – Jordi Rubio (66. Alex Martínez), Christian Garcia, Emili Garcia, Moisés San Nicolás – Cristian Martínez (84. Ludovic Clemente), Marc Rebés, Marc Pujol (85. Sergi Moreno), Joan Cervós – Ricard Fernández (78. Aaron Sánchez), Marcio Vieira (66. Jordi Aláez) Cheftrainer: Koldo Álvarez | Roberts Ozols – Roberts Savaļnieks, Antonijs Černomordijs , Kaspars Dubra, Raivis Jurkovskis – Vladimirs Kamešs (74. Daniels Ontužāns), Krišs Kārkliņš, Artūrs Zjuzins (55. Aleksejs Saveļjevs), Andrejs Cigaņiks (82. Dāvis Ikaunieks) – Jānis Ikaunieks (75. Mārtiņš Ķigurs), Vladislavs Gutkovskis (75. Raimonds Krollis) Cheftrainer: Dainis Kazakevičs | Lettland |
| Andorra                                                              | 0:1 Černomordijs (6.) 0:2 J. Ikaunieks (57.) 0:3 J. Ikaunieks (60.) 0:4 Gutkovskis (70., Foulelfmeter) 0:5 Krollis (90., Foulelfmeter) | | Lettland |
| Andorra                                                              | Fernandez (12.), Vieira (31.), Cervós (51.), Sánchez (83.) | Kamešs (7.), J. Ikaunieks (9.), Zjuzins (15.), Ontužāns (81.) | Lettland |
| Andorra                                                              | C. Garcia (90.) | | Lettland |
| 6. Spieltag                                                          | | |          |
| 17. November 2020 um 20:45 Uhr in Andorra la Vella (Estadi Nacional) | | |          |
| Schiedsrichter: Dimitar Mečkarovski ( Nordmazedonien)                | | |          |

### Malta – Färöer 1:1 (0:0)
| Malta                                                       | Malta | Färöer | Färöer |
| ----------------------------------------------------------- | --- | --- | ------ |
| Malta                                                       | \| 6. Spieltag \| \| 17. November 2020 um 20:45 Uhr in Attard (Ta’ Qali-Stadion) \| \| Schiedsrichter: Kristo Tohver ( Estland) \| | \| 6. Spieltag \| \| 17. November 2020 um 20:45 Uhr in Attard (Ta’ Qali-Stadion) \| \| Schiedsrichter: Kristo Tohver ( Estland) \| | Färöer |
| Malta                                                       | Henry Bonello – Kurt Shaw, Andrei Agius (84. Shaun Dimech), Steve Borg – Joseph Mbong, Matthew Guillaumier, Teddy Teuma (78. Stephen Pisani), Ryan Camenzuli – Luke Gambin, Jurgen Degabriele (84. Alexander Satariano) – Luke Montebello (75. Kyrian Nwoko) Cheftrainer: Devis Mangia ( Italien) | Teitur Gestsson – Gilli Rólantsson, Odmar Færø, Gunnar Vatnhamar, Viljormur Davidsen – Sølvi Vatnhamar, Hallur Hansson (87. Bartal Wardum), Brandur Hendriksson, Jóannes Bjartalíð (61. Ári Mohr Jónsson) – Klæmint Olsen (81. Hilmar Leon Jakobsen), Meinhard Olsen (87. Hedin Hansen) Cheftrainer: Håkan Ericson ( Schweden) | Färöer |
| Malta                                                       | 1:0 Guillaumier (54.) | 1:1 Jónsson (69.) | Färöer |
| Malta                                                       | Shaw (31.) | Færø (49.), Hansson (80.) | Färöer |
| 6. Spieltag                                                 | | |        |
| 17. November 2020 um 20:45 Uhr in Attard (Ta’ Qali-Stadion) | | |        |
| Schiedsrichter: Kristo Tohver ( Estland)                    | | |        |

## Gruppe 2
| Pl. | Land          | Sp. | S | U | N | Tore    | Diff. | Punkte |
| --- | ------------- | --- | - | - | - | ------- | ----- | ------ |
| 1.  | Gibraltar     | 4   | 2 | 2 | 0 | 003:100 | +2    | 08     |
| 2.  | Liechtenstein | 4   | 1 | 2 | 1 | 003:200 | +1    | 05     |
| 3.  | San Marino    | 4   | 0 | 2 | 2 | 000:300 | −3    | 02     |

### Gibraltar – San Marino 1:0 (1:0)
| Gibraltar                                                      | Gibraltar | San Marino | San Marino |
| -------------------------------------------------------------- | --- | --- | ---------- |
| Gibraltar                                                      | \| 1. Spieltag \| \| 5. September 2020 um 15:00 Uhr in Gibraltar (Victoria Stadium) \| \| Schiedsrichter: Aleksandrs Anufrijevs ( Lettland) \| | \| 1. Spieltag \| \| 5. September 2020 um 15:00 Uhr in Gibraltar (Victoria Stadium) \| \| Schiedsrichter: Aleksandrs Anufrijevs ( Lettland) \| | San Marino |
| Gibraltar                                                      | Dayle Coleing – Jayce Olivero, Aymen Mouelhi, Graeme Torrilla (81. Jack Sergeant), Louie Annesley (83. Kian Ronan) – Lee Casciaro (77. Mohamed Badr), Roy Chipolina , Liam Walker – Scott Wiseman, Anthony Hernandez, Ethan Britto Cheftrainer: Julio Ribas ( Uruguay) | Elia Benedettini – Cristian Brolli, Davide Simoncini , Dante Carlos Rossi (78. José Hirsch) – Manuel Battistini (46. Alessandro D’Addario), Enrico Golinucci, Kevin Zonzini (65. Luca Ceccaroli), Marcello Mularoni, Mirko Palazzi – Nicola Nanni, Filippo Berardi Cheftrainer: Franco Varrella ( Italien) | San Marino |
| Gibraltar                                                      | 1:0 Torrilla (42.) | | San Marino |
| Gibraltar                                                      | Walker (90.) | Nanni (12.), Simoncini (64.) | San Marino |
| 1. Spieltag                                                    | | |            |
| 5. September 2020 um 15:00 Uhr in Gibraltar (Victoria Stadium) | | |            |
| Schiedsrichter: Aleksandrs Anufrijevs ( Lettland)              | | |            |

### San Marino – Liechtenstein 0:2 (0:2)
| San Marino                                                   | San Marino | Liechtenstein | Liechtenstein |
| ------------------------------------------------------------ | --- | --- | ------------- |
| San Marino                                                   | \| 2. Spieltag \| \| 8. September 2020 um 20:45 Uhr in Rimini (Stadio Romeo Neri) \| \| Schiedsrichter: Enea Jorgji ( Albanien) \| | \| 2. Spieltag \| \| 8. September 2020 um 20:45 Uhr in Rimini (Stadio Romeo Neri) \| \| Schiedsrichter: Enea Jorgji ( Albanien) \| | Liechtenstein |
| San Marino                                                   | Elia Benedettini – Manuel Battistini, Davide Simoncini , Dante Carlos Rossi, Andrea Grandoni – Enrico Golinucci, Luca Tosi (46. Alessandro Golinucci), Lorenzo Lunadei (46. José Hirsch) – Filippo Berardi, Matteo Vitaioli, Luca Ceccaroli (67. Fabio Tomassini) Cheftrainer: Franco Varrella ( Italien) | Benjamin Büchel – Seyhan Yildiz, Andreas Malin, Daniel Kaufmann, Max Göppel – Aron Sele – Yanik Frick (87. Sandro Wolfinger), Nicolas Hasler , Marcel Büchel, Dennis Salanović (90.+3' Philipp Ospelt) – Noah Frick (77. Noah Frommelt) Cheftrainer: Helgi Kolviðsson ( Island) | Liechtenstein |
| San Marino                                                   | 0:1 Hasler (3., Foulelfmeter) 0:2 Y. Frick (14.) | | Liechtenstein |
| San Marino                                                   | Ceccaroli (3.), Simoncini (27.), A. Golinucci (50.), E. Golinucci (52.), Berardi (66.) | Y. Frick (42.), Wolfinger (90.), Frommelt (90.+4') | Liechtenstein |
| 2. Spieltag                                                  | | |               |
| 8. September 2020 um 20:45 Uhr in Rimini (Stadio Romeo Neri) | | |               |
| Schiedsrichter: Enea Jorgji ( Albanien)                      | | |               |

### Liechtenstein – Gibraltar 0:1 (0:1)
| Liechtenstein                                              | Liechtenstein | Gibraltar | Gibraltar |
| ---------------------------------------------------------- | --- | --- | --------- |
| Liechtenstein                                              | \| 3. Spieltag \| \| 10. Oktober 2020 um 18:00 Uhr in Vaduz (Rheinpark Stadion) \| \| Schiedsrichter: Kirill Lewnikow ( Russland) \| | \| 3. Spieltag \| \| 10. Oktober 2020 um 18:00 Uhr in Vaduz (Rheinpark Stadion) \| \| Schiedsrichter: Kirill Lewnikow ( Russland) \| | Gibraltar |
| Liechtenstein                                              | Benjamin Büchel – Sandro Wolfinger (59. Daniel Brändle), Andreas Malin, Jens Hofer, Max Göppel – Aron Sele (46. Noah Frommelt), Martin Büchel – Simon Kühne (86. Philipp Ospelt), Nicolas Hasler, Fabio Wolfinger (46. Seyhan Yildiz) – Dennis Salanović Cheftrainer: Helgi Kolviðsson ( Island) | Kyle Goldwin – Graeme Torrilla, Jayce Olivero, Jack Sergeant, Aymen Mouelhi – Scott Wiseman, Tjay De Barr (72. Reece Styche), Lee Casciaro (75. Ethan Jolley) – Mohamed Badr (87. Alain Pons), Liam Walker, Louie Annesley Cheftrainer: Julio Ribas ( Uruguay) | Gibraltar |
| Liechtenstein                                              | 0:1 De Barr (10.) | | Gibraltar |
| Liechtenstein                                              | Hofer (26.), M. Büchel (66.), Kühne (71.), Frommelt (72.) | Annesley (21.), De Barr (23.), Torrilla (45.+2'), Mouelhi (64.), Goldwin (80.), Jolley (84.), Sergeant (90.+6') | Gibraltar |
| 3. Spieltag                                                | | |           |
| 10. Oktober 2020 um 18:00 Uhr in Vaduz (Rheinpark Stadion) | | |           |
| Schiedsrichter: Kirill Lewnikow ( Russland)                | | |           |

### Liechtenstein – San Marino 0:0
| Liechtenstein                                              | Liechtenstein | San Marino | San Marino |
| ---------------------------------------------------------- | --- | --- | ---------- |
| Liechtenstein                                              | \| 4. Spieltag \| \| 13. Oktober 2020 um 20:45 Uhr in Vaduz (Rheinpark Stadion) \| \| Schiedsrichter: Jørgen Burchardt ( Dänemark) \| | \| 4. Spieltag \| \| 13. Oktober 2020 um 20:45 Uhr in Vaduz (Rheinpark Stadion) \| \| Schiedsrichter: Jørgen Burchardt ( Dänemark) \| | San Marino |
| Liechtenstein                                              | Benjamin Büchel – Seyhan Yildiz, Andreas Malin, Jens Hofer (46. Philipp Ospelt), Max Göppel (46. Sandro Wolfinger) – Martin Büchel (8. Livio Meier) – Daniel Brändle (75. Fabio Wolfinger), Aron Sele, Nicolas Hasler, Dennis Salanović – Daniel Kaufmann Cheftrainer: Helgi Kolviðsson ( Island) | Simone Benedettini – Manuel Battistini, Cristian Brolli, Dante Carlos Rossi, Mirko Palazzi – Fabio Tomassini, Lorenzo Lunadei (86. Marcello Mularoni), Enrico Golinucci, José Hirsch – Filippo Berardi, Nicola Nanni Cheftrainer: Franco Varrella ( Italien) | San Marino |
| Liechtenstein                                              | Brändle (23.), Meier (81.), Hasler (82.), Yildiz (90.+1'), Sele (90.+3') | Lunadei (58.), Golinucci (63.), Hirsch (71.), Rossi (79.), Mularoni (89.) | San Marino |
| 4. Spieltag                                                | | |            |
| 13. Oktober 2020 um 20:45 Uhr in Vaduz (Rheinpark Stadion) | | |            |
| Schiedsrichter: Jørgen Burchardt ( Dänemark)               | | |            |

### San Marino – Gibraltar 0:0
| San Marino                                                        | San Marino | Gibraltar | Gibraltar |
| ----------------------------------------------------------------- | --- | --- | --------- |
| San Marino                                                        | \| 5. Spieltag \| \| 14. November 2020 um 15:00 Uhr in Serravalle (San Marino Stadium) \| \| Schiedsrichter: Kateryna Monsul ( Ukraine) \| | \| 5. Spieltag \| \| 14. November 2020 um 15:00 Uhr in Serravalle (San Marino Stadium) \| \| Schiedsrichter: Kateryna Monsul ( Ukraine) \| | Gibraltar |
| San Marino                                                        | Elia Benedettini – Cristian Brolli, Davide Simoncini , Dante Carlos Rossi, Mirko Palazzi – Fabio Tomassini (57. Manuel Battistini), Lorenzo Lunadei, Alessandro Golinucci, José Hirsch (57. Marcello Mularoni) – Filippo Berardi (67. Matteo Vitaioli), Nicola Nanni Cheftrainer: Franco Varrella ( Italien) | Dayle Coleing – Louie Annesley, Scott Wiseman, Jack Sergeant, Graeme Torrilla (77. Adam Priestley) – Aymen Mouelhi (66. Reece Styche), Roy Chipolina , Jayce Olivero – Lee Casciaro (54. Kyle Casciaro), Tjay De Barr, Liam Walker Cheftrainer: Julio Ribas ( Uruguay) | Gibraltar |
| San Marino                                                        | Brolli (75.) | Chipolina (15.), Torrilla (73.), Styche (81.) | Gibraltar |
| San Marino                                                        | Simoncini (49.) | | Gibraltar |
| 5. Spieltag                                                       | | |           |
| 14. November 2020 um 15:00 Uhr in Serravalle (San Marino Stadium) | | |           |
| Schiedsrichter: Kateryna Monsul ( Ukraine)                        | | |           |

### Gibraltar – Liechtenstein 1:1 (1:1)
| Gibraltar                                                      | Gibraltar | Liechtenstein | Liechtenstein |
| -------------------------------------------------------------- | --- | --- | ------------- |
| Gibraltar                                                      | \| 6. Spieltag \| \| 17. November 2020 um 20:45 Uhr in Gibraltar (Victoria Stadium) \| \| Schiedsrichter: Trustin Farrugia Cann ( Malta) \| | \| 6. Spieltag \| \| 17. November 2020 um 20:45 Uhr in Gibraltar (Victoria Stadium) \| \| Schiedsrichter: Trustin Farrugia Cann ( Malta) \| | Liechtenstein |
| Gibraltar                                                      | Dayle Coleing – Jack Sergeant, Scott Wiseman, Roy Chipolina , Jayce Olivero, Kian Ronan (87. Erin Barnett) – Mohamed Badr (70. Ethan Jolley), Louie Annesley, Aymen Mouelhi – Tjay De Barr (90.+1' Reece Styche), Liam Walker Cheftrainer: Julio Ribas ( Uruguay) | Thomas Hobi – Daniel Brändle (56. Seyhan Yildiz), Andreas Malin, Jens Hofer, Max Göppel – Martin Büchel (72. Ridvan Kardesoglu) – Yanik Frick, Noah Frommelt, Nicolas Hasler, Simon Kühne (72. Fabio Wolfinger) – Noah Frick (79. Philipp Ospelt) Cheftrainer: Helgi Kolviðsson ( Island) | Liechtenstein |
| Gibraltar                                                      | 1:0 Frommelt (17., Eigentor) | 1:1 N. Frick (44.) | Liechtenstein |
| Gibraltar                                                      | Sergeant (43.) | Y. Frick (45.), Brändle (50.), Büchel (61.), Hasler (72.) | Liechtenstein |
| 6. Spieltag                                                    | | |               |
| 17. November 2020 um 20:45 Uhr in Gibraltar (Victoria Stadium) | | |               |
| Schiedsrichter: Trustin Farrugia Cann ( Malta)                 | | |               |